# Беверинский бард
«Беверинский бард» (Беверинский певец, Бард из Беверины, латыш. Beverīnas dziedonis) Op. 28 — кантата Язепса Витолса для смешанного хора и оркестра. Примерная продолжительность звучания 5 минут.
Написана в 1891 году на текст баллады Аусеклиса (1876), впервые исполнена 18 марта 1900 года в Четвёртом русском симфоническом концерте под управлением Н. А. Римского-Корсакова. Переработана в 1901 г. и в том же году издана лейпцигским издательством М. П. Беляева.
Короткая баллада Аусеклиса, основанная на «Хронике Ливонии», описывает относящийся к 1208 году эпизод из истории Ливонского крестового похода: осаду эстами Беверины, крепости княжества Талава, в ходе которой в осаждённом замке седовласый певец обращает к небу свою песнь — и эсты вынуждены снять осаду и уйти. Эпизод из хроники заметно переосмыслен поэтом в духе национального романтизма, поскольку в оригинале фигурирует молодой священник, возносящий к нему смиренную молитву.
Сочинение Витола также расценивается как яркое проявление национального духа в латышской музыке.
Переложение кантаты для мужского хора без сопровождения выполнил Ян Сибелиус (1895).